# Arnošt I. Švábský
Arnošt I. Švábský (984 – 31. května 1015) byl vévoda švábský.

## Život
Byla synem Leopold I., markraběte rakouského a jeho manželky Richardis ze Sualafeldgau.
Roku 1012 německý král Jindřich II. předal po smrti bezdětného vévody Hermana III. švábské vévodství Arnoštovi. V zájmu legitimatizace se oženil s Hermanovou sestrou Giselou Švábskou.
Spolu měli dva syny, Arnošta a Heřmana. Zemřel roku 1015 v důsledku lovecké nehody. Pohřben je ve Würzburgu.